# Jezioro Jezierzno
Jezioro Jezierzno to jezioro powstałe w wyniku budowy Kanału Iławskiego, kiedy to oddzielono je od reszty jeziora Karnickiego (którego dawniej stanowiło część). Od jez. Karnickiego oddziela je tzw. Akwedukt Karnicki po którym przebiega Kanał Iławski.

## Historia powstania jeziora
Akwedukt Karnicki powstał z powodu 2,5 metrowej różnicy poziomu jeziora z Jeziorakiem. Podwyższenie poziomu Jeziora Karnickiego spowodowałoby zalanie dużych obszarów, a system 2 śluz byłby zbyt kosztowny. Dlatego na dnie jeziora Karnickiego wybudowano wał o wysokości 6 m, długości 484 m i szerokości 50 metrów którym poprowadzono Kanał Iławski, a który przeciął jezioro na dwie części (jezioro Jezierzno to część południowa).

## Jezioro Jezierzno w kulturze
Jezioro Jezierzno (pod nazwą Karnickie – w książce nie rozróżniono jeziora Karnickiego od Jezierzna i kanału Elbląskiego od Iławskiego) pojawia się w powieści Zbigniewa Nienackiego pt. „Pan Samochodzik i złota rękawica” i jest w nim opisane oraz stanowi jedno z miejsc akcji.